# Dosawa Sialiba
Dosawa Sialiba (biał. Досава Сяліба; ros. Досова Селиба) – wieś na Białorusi, w obwodzie mohylewskim, w rejonie mohylewskim, w sielsowiecie Daszkauka, nad Łachwą.